# Piața Minsk din Kiev

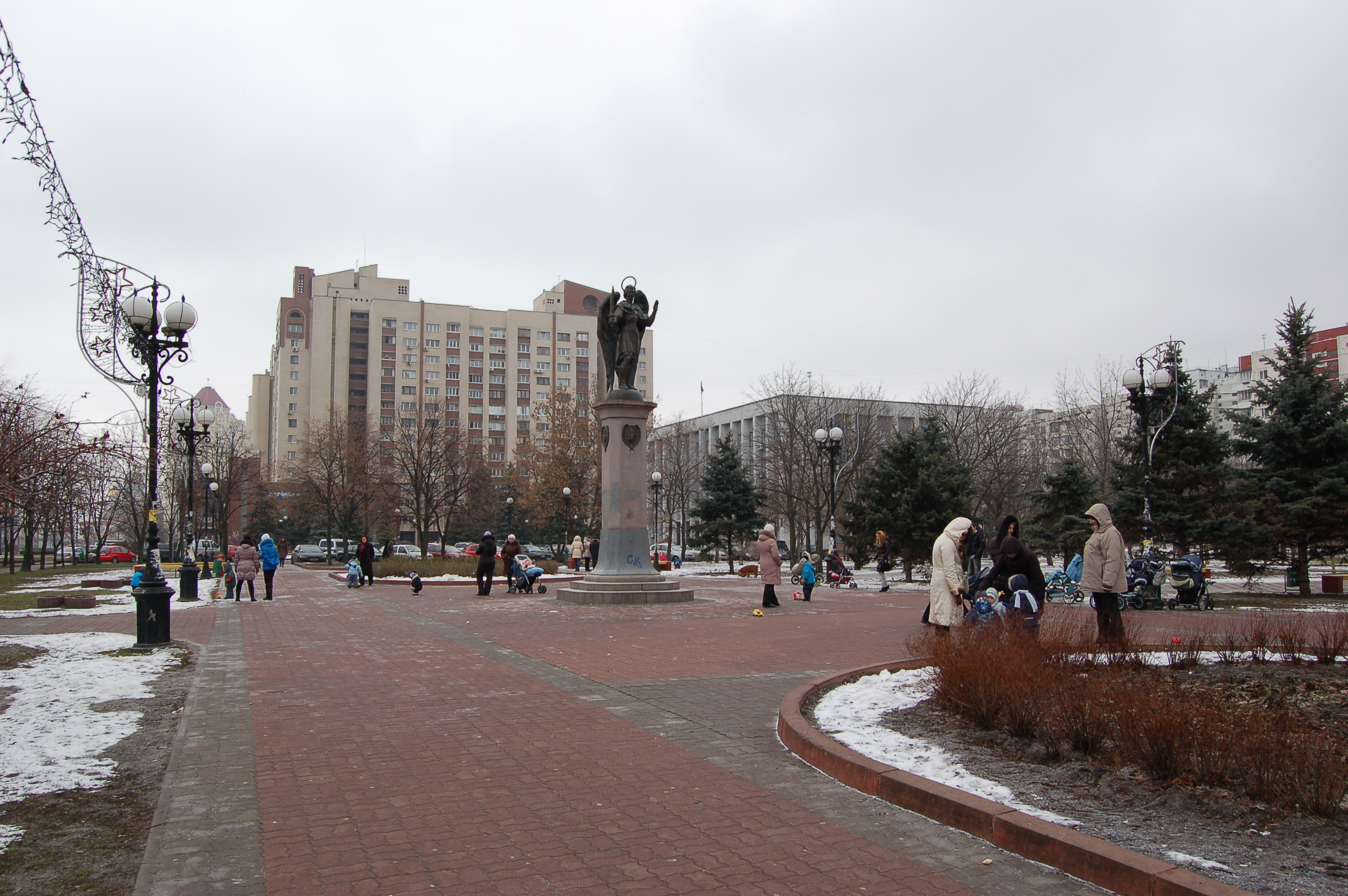
Piața cu monumentul Arhanghelului Mihail

Piața Minsk (în ucraineană Мінська площа, transliterat: Minska ploșcea) este o piață din capitala ucraineană Kiev. Piața este punctul focal și un important nod de transport în raionul Obolon din nord-vestul Kievului.
Piața, amenajată în anii 1970, poartă din anul 1982 numele capitalei belaruse Minsk, numele întregului raion la acea vreme.

## Dezvoltare
Piața găzduiește piața din Minsk, administrația districtuală Obolon, stația de metrou Minska (Мінська), care este deservită de linia 2 a Metroului din Kiev și un monument al Arhanghelului Mihail, patronul Kievului. Obolon Prospect (Оболонський проспект) și Strada Mareșal Timoșenko (Вулиця Маршала Тимошенка) se intersectează în piață.